# 提尔泰奥斯
提尔泰奥斯（英語：Tyrtaeus），约活动于公元前7世纪前后。古希腊挽歌体诗人之一。在第二次美塞尼亚战争期间，他住在斯巴达，用战争歌曲鼓励斯巴达人，用哀歌体诗句激励迈塞内。他的诗歌被收集在五卷本的诗集中。他为斯巴达的上层写作，是斯巴达战争诗歌的建立者。